# الفاو (السودان)
الفاو مدينة تقع في ولاية القضارف بالسودان على ارتفاع 439 متر (1443 قدم) فوق سطح البحر وتبعد عن مدينة القضارف عاصمة الولاية بحوالي 62 كيلومتر ( 39 ميل)، وعن العاصمة الوطنية الخرطوم 251 كيلومتر (165 ميل) تقريبا، وهي من المدن الحديثة النشأة تطورت مع تطوير مشروع الرهد الزراعي الذي تأسس في عام1977 م، وتستضيف مقر إدارته. وتقع الفاو على الطريق البري الذي يربط الخرطوم ومشروعي الجزيرة و الرهد الزراعيين بمنطقة شرق السودان وميناء بورتسودان المطل على البحر الأحمر.

## الموقع
تقع الفاو بين خط العرض 14 درجة و9 دقيقة شمال وخط الطول 34 درجة و19 دقيقة شرقا، في الجزء الغربي من ولاية القضارف.
تحدها من ناحية الشرق محلية وسط القضارف ومن الشمال محلية البطانة ومن جهة الجنوب محلية الحواتة، ومن الغرب ولاية الجزيرة ، والجنوب الغربي ولاية سنار.

## الطوبغرافيا
تتميز الصورة التضاريسية للفاو بالسهول والتلال وتوصف محليا بالجبال والوديان الموسمية التي تعرف محليا باسم الخيران وتحيط بالمدينة من شرقها نحو الغرب سلسلة جبلية.

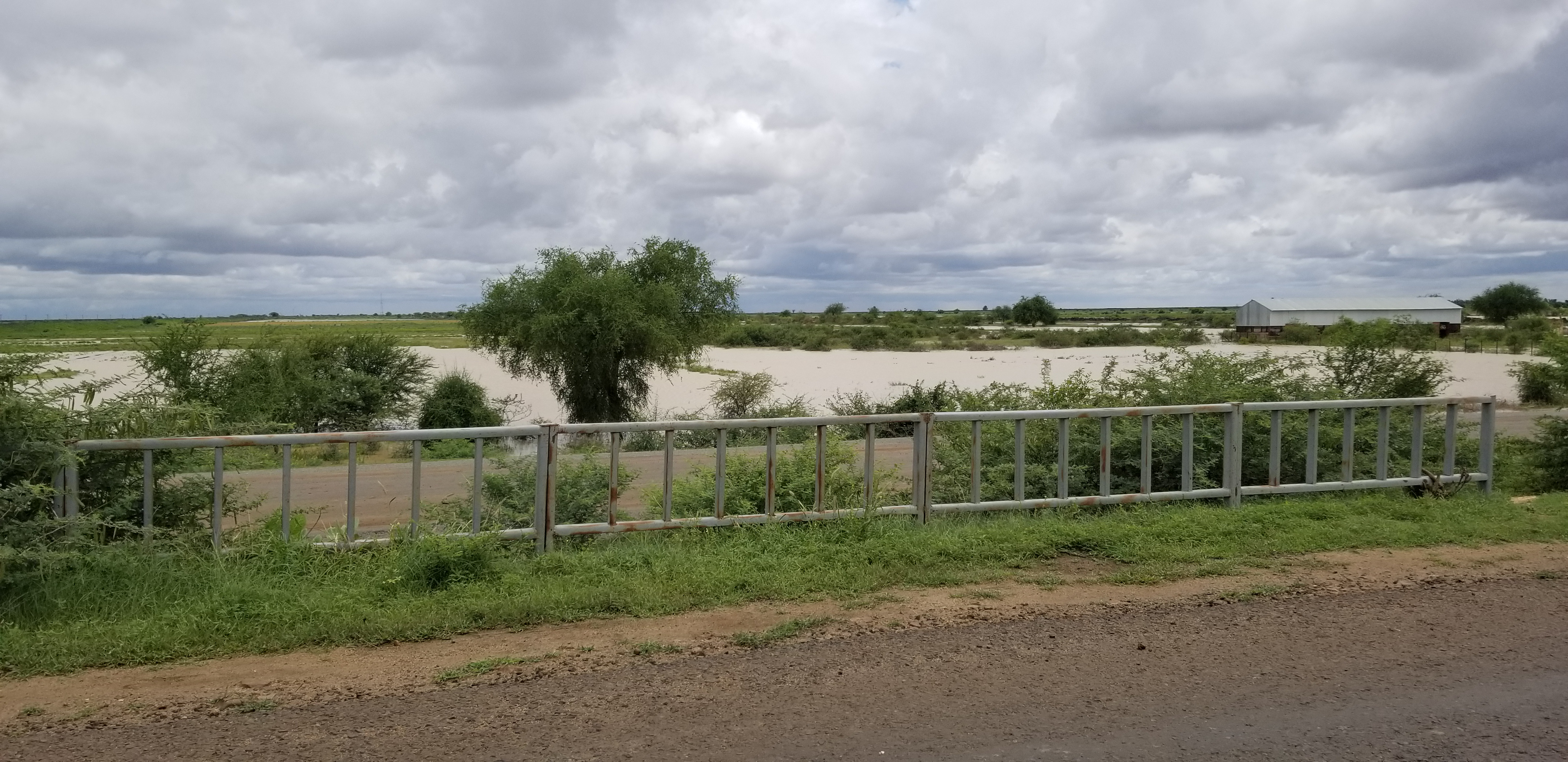
منظر لمدينه الفاو اثناء الخريف

### أبرز جبالها
جبل تكون (على بعد 2.9 كيلو متر من المدينة) ، وجبل أبو خدود ( 6.4 كيلومتر) ، وقلعة الرنج (على بعد 21 كيلومتر )، وجبل بويضات القلعة (18 كيلو متر )، وجبل فنيس (24.9 كيلومتر)، وجبل سرجين 29( كيلو متر) .

## المناخ
يسود منطقة الفاو المناخ شبه المداري ومناخ السافانا الجافة، المعروف بصيفه الحار والمطير، حيث يبلغ معدل الحرارة أقصى درجة له في شهري أبريل / نيسان ومايو / أيار ليسجل 41 درجة مئوية (105 درجة فهرنهايت) ويبلغ متوسط معدل الأمطار حوالي 400 مليمتر سنوياً.
| متوسط حالة الطقس في الفاو      | متوسط حالة الطقس في الفاو | متوسط حالة الطقس في الفاو | متوسط حالة الطقس في الفاو | متوسط حالة الطقس في الفاو | متوسط حالة الطقس في الفاو | متوسط حالة الطقس في الفاو | متوسط حالة الطقس في الفاو | متوسط حالة الطقس في الفاو | متوسط حالة الطقس في الفاو | متوسط حالة الطقس في الفاو | متوسط حالة الطقس في الفاو | متوسط حالة الطقس في الفاو | متوسط حالة الطقس في الفاو | متوسط حالة الطقس في الفاو |
| درجة الحرارة                   | درجة الحرارة              | درجة الحرارة              | درجة الحرارة              | درجة الحرارة              | درجة الحرارة              | درجة الحرارة              | درجة الحرارة              | درجة الحرارة              | درجة الحرارة              | درجة الحرارة              | درجة الحرارة              | درجة الحرارة              | درجة الحرارة              | درجة الحرارة              |
| الشهر                          | يناير                     | فبراير                    | مارس                      | ابريل                     | مايو                      | يونيو                     | يوليو                     | اغسطس                     | سبتمبر                    | أكتوبر                    | نوفمبر                    | ديسمبر                    |                           | المتوسط                   |
| ------------------------------ | ------------------------- | ------------------------- | ------------------------- | ------------------------- | ------------------------- | ------------------------- | ------------------------- | ------------------------- | ------------------------- | ------------------------- | ------------------------- | ------------------------- | ------------------------- | ------------------------- |
| متوسط بـ م°                    | 33                        | 36                        | 39                        | 41                        | 41                        | 39                        | 35                        | 33                        | 35                        | 37                        | 36                        | 34                        |                           | 35                        |
| المتوسط بـ ف°                  | 91                        | 96                        | 102                       | 105                       | 105                       | 102                       | 95                        | 91                        | 95                        | 98                        | 96                        | 93                        |                           | 95)                       |
| هطول الأمطار                   |                           |                           |                           |                           |                           |                           |                           |                           |                           |                           |                           |                           |                           |                           |
| الشهر                          | يناير                     | فبراير                    | مارس                      | ابريل                     | مايو                      | يونيو                     | يوليو                     | اغسطس                     | سبتمبر                    | أكتوبر                    | نوفمبر                    | ديسمبر                    |                           | السنوي                    |
| متوسط هطول الأمطار بـ مم(بوصة) | 0(0)                      | 0(0)                      | 0(0)                      | 0(0)                      | 6(0.24)                   | 12(0.47)                  | 27(1.06)                  | 42(1.65)                  | 18(0.71)                  | 3(0.12)                   | 0(0)                      | 0(0)                      |                           | 18 (0.71)                 |
| المصدر storm247.               |                           |                           |                           |                           |                           |                           |                           |                           |                           |                           |                           |                           |                           |                           |

## التربة
تمتاز المنطقة بتربتها الطينية الثقيلة ذات الخصوبة العالية التي تتيح امكانية زراعة العديد من المحاصيل حقلية كانت أو بستانية.

## الإدارة
الفاو محلية من محليات ولاية القضارف.

## النشاط الإقتصادي
تشكل الزراعة بنوعيها الزراعة المروية والزراعة التقليدية أهم الأنشطة الاقتصادية لسكان الفاو إلى جانب تربية الحيوان والخدمات خاصة خدمات قطاع النقل والمسافرين .

### المحاصيل الزراعية
القطن، الفول السوداني الذرة الرفيعة و زهرة الشمس و الخضروات.

### الثروة الحيوانية
الضأن و الأبقار و الأبل

## النقل والمواصلات
تقع الفاو على الطريق القومي الذي يربط بين بين مدينتي القضارف شرقاً وود مدني تجاه الغرب وتعتبر محطة رئيسية فيه.
كما تربطها عدة طرق موسمية بما جاورها من مدن وقرى يصل بعضها إلى مناطق بعيدة كالطريق الموسمي الممتد إلى مدينة حلفا الجديدة .

### المسافة بين الفاو وبعض المدن والبلدات والقرى
- خير السيد ( 40 كيلو متر )
- الطينة (41 كيلو متر)
- القضارف ) (110 كيلو متر)
- ود مدني( 90 كيلو متر)
- خشم القربة (190 كيلو متر )
- ربك (210 كيلو متر)
- حلفا الجديدة (105 كيلو متر)

لا يوجد مطارفي الفاو ولكن هناك مهبط للطائرات الصغيرة، وأقرب مطار دولي إليها هو مطار العزازة القضارف الواقع على بعد 91 كيلو متر (57 ميل) ورمزه في منظمة أياتا GSU وفي منظمة إيكاو HSGF

## الرعاية الصحية
يوجد في الفاو مستشفى واحد هو مستشفى الفاو وعدد من المراكز الصحية في المدينة وقرى المحلية (القرى رقم 1 و3 و10 و13 و36).